# Daniel Braaten
Daniel Omoya Braaten (født 25. maj 1982 i Oslo, Norge) er en norsk fodboldspiller med nigerianske rødder, der spiller for den norske klub Brann. Han har tidligere spillet for blandt andet F.C. København og franske Ligue 1-klub Toulouse FC og før det for engelske Bolton Wanderers. Han har tillige spillet for Skeid og Rosenborg BK i sit hjemland,

## Landshold
Braaten står (pr. april 2018) noteret for 52 kampe og fire scoringer for Norges landshold, som han debuterede for i 2004 i en venskabskamp mod Honduras.

## Klubhold
Braaten har spillet i de norske klubber Skeid og Rosenborg. Han blev i 2007 solgt til den engelske klub Bolton Wanderers, der på daværende tidspunkt spillede i Premiere League. Braaten havde dog svært ved at opnå spilletid i England, og i 2008 skiftede han til den franske klub Toulouse FC.
Efter en række sæsoner i Frankrig skiftede Braaten i sommeren 2013 til FC København på en fri transfer på en 1-årig kontrakt. Braaten opnåede i FC København en række spektakulære kampe, men blev også kritiseret for ikke at spille op til sit bedste i mindre væsentlige kampe. Kontrakten med FCK blev ikke forlænget efter sommeren 2014. Braaten opnåede 29 kampe for FCK (23 kampe i Superligaen (1 mål) med 12 indskiftninger og 4 udskiftninger, 4 i Champions League (1 mål, sejrsmålet mod Galatasaray) med to udskiftninger og 3 pokalkampe (2 udskiftninger). Han tjente i løbet af sin karriere, omkring 400 millioner nok. på investeringer.